# NRG (音楽グループ)
NRG（エヌアールジー、韓: 엔알지、New Radiancy Group）は、大韓民国の5人組男性アイドルグループ、バンド。韓国アイドル界第1世代。グループの名前は、New Radiancy Groupの略で、新たに輝くグループを意味する。
ファンクラブもしくはファンの総称は『千載一遇』。風船などに使用される公式応援カラーはピンク。

## 概要
1997年10月28日にソバンチャ(消防車)のメンバーだったキム・テヒョンとチョン・ウォングヮンが設立したミュージックファクトリーより、元HAMO HAMOのイ・ソンジンとチョン・ミョンフンを中心に、HAMO HAMOのバックダンサーだったノ・ユミン、ムン・ソンフン、元ケビケビのキム・ファンソンを加えて、1集「できるさ<할 수 있어>」でデビュー。
1999年に中国に進出、中国で高い人気を得て韓国歌手としては初めて中国のCFに出演した。
しかし1999年8月にリーダーのイ・ソンジンとチョン・ミョンフンが事務所との確執が原因で脱退。その後発売した正規3集「NRG 003」はノ・ユミン、ムン・ソンフン、キム・ファンソンの3名で活動をした。
2000年6月15日、海外での活動から帰国し風邪の症状を訴えて入院していたキム・ファンソンの病状が急転し死去(享年19歳)。2001年に発売された正規4集でイ・ソンジンとチョン・ミョンフンがグループに復帰。
2003年2月7日に正規5集<Hit Song>を発表し、デビュー6年ぶりに歌謡プログラムで1位を受賞をしたが、2005年末にムン・ソンフンが脱退。以降、グループとしては完全活動休止状態に入った。
2016年に10年ぶりのファンミーティングを行いイ・ソンジン、チョン・ミョンフン、ノ・ユミンの3名で活動を再開、翌2017年にデビュー20周年記念アルバムを発売した。

## メンバー
| 名前                          | |
| ----------------------------- | --- |
| イ・ソンジン （이성진）       | - 生年月日 : 1977年2月5日（48歳） - 出身地 : 大韓民国 ソウル特別市 - ポジション : リーダー, メインボーカル |
| チョン・ミョンフン （천명훈） | - 生年月日 : 1978年4月6日（47歳） - 出身地 : 大韓民国 ソウル特別市 - ポジション : リードラッパー、サブボーカル,メインダンサー - DJ、タレントとしても活動。H.O.T.のムン・ヒジュン、トニー・アン、Sechs Kiesのウン・ジウォン、god (音楽グループ)のデニー・アンとアイドルユニット「H.S.g.R(핫젝갓알지)」を組んでいる。 |
| ノ・ユミン （노유민）         | - 生年月日 : 1980年10月12日（44歳） - 出身地 : 大韓民国 ソウル特別市 - ポジション : サブボーカル、リードダンサー - タレント、バリスタとしてカフェを経営。既婚、二女の父 |
| ムン・ソンフン （문성훈）     | - 生年月日 : 1980年10月15日（44歳） - 出身地 : 大韓民国 ソウル特別市 - ポジション : メインラッパー、サブボーカル - 7集活動前に脱退。現在は芸能界を引退し、革鞄職人として自身のブランドを展開している。一児の父。 |
| キム・ファンソン （김환성）   | - 生年月日 :1981年2月14日 - 出生地: 大韓民国 光州広域市 光山区 - 出身地 : 大韓民国 ソウル特別市 - 没年月日 = 2000年6月15日（19歳没） - 死没地: 大韓民国 ソウル特別市 - ポジション : サブボーカル - 2000年6月に中国から帰国後に体調不良を訴え、入院。ウイルス性肺炎により2000年6月15日に満19歳で死去。               |

## アルバム
- 1集《New Radiancy Group》 (1997)
- 2集《Race》 (1998)
- 《Season's Greetings》 (1998)
- 2.5集《Kiss in Christmas》 (1999])
- 3集《NRG 003》 (1999)
- ライブアルバム《Live Concert in China 2000》 (2000)
- 4集《비(悲)》 (2001)
- ライブアルバム《NRG 1st Concert with Antonio》 (2001)
- 5集《Hit Song》 (2003)
- 6集《NR6G》 (2004)
- 7集《One of Five : 따로 또 같이》 (2005)
- 20周年記念アルバム《20세기（20世紀）》(2017)

## エピソード
- 初期の楽曲はユーロビートの曲を無断でサンプリングまたは盗作して使用した。原作者との合意はなかったとみられ、ブックレットにも原曲の作曲家の名前は表記されていなかった。そのほとんどは、日本で1996年〜1997年に発表されたSUPER EUROBEATシリーズに収録された曲であった。
- もともとは、イ・ソンジンとチョン・ミョンフンがハモハモというデュオで活動していたが、同時期にSMエンタテインメントのH.O.T.が大人気となり、これに触発された所属事務所は急遽メンバーを増員し、H.O.Tと同じ5人組のアイドルグループで対抗することにした。しかし、NRGは太四子とライバル構図のポジションになった。
- 韓国歌手としては初めて、中国企業のCFに出演した。中国ではH.O.T.やSECHSKIESよりも人気が高く、ホテルにレッドカーペットが敷かれて、NRGが利用するホテルの壁には、メンバーたちの写真が付いており、リムジン車両が各メンバーの数だけ待機していたほどの待遇を受けていたという。
- かっこいい＆かわいいコンセプトで他の男性グループと差別化を維持し、第1世代の男性アイドルグループの中では神話の次に長い活動をしたグループでもある。